# Jacobswoude
Jacobswoude est une ancienne commune néerlandaise de la province de Hollande-Méridionale.
La commune a été créée le 1er janvier 1991 par la fusion des communes de Leimuiden, de Rijnsaterwoude et de Woubrugge. Le 1er janvier 2009, la commune fusionne avec Alkemade pour former la nouvelle commune de Kaag en Braassem.